# خالد أبو الدهب
خالد أبو الدهب هو طالب طب مصري أعتقل وأدين بالإرهاب. ويُزعم أنه كان اليد اليمنى لعلي محمد، الذي كان جنديًا في القوات الخاصة الأمريكية.
سافر علي محمد شمالًا من كاليفورنيا مع خالد أبو الدهب، الذي قال لاحقًا للمحققين المصريين إنه سحب 3000 دولار أمريكي من حساب بنكي في كاليفورنيا بناءً على أوامر من أسامة بن لادن بنفسه، لتقديم مبلغ كفالة للمحامي فيل رانكين. كان الاثنان يأملان في إطلاق سراح عصام مرزوق وربما تهريبه إلى الولايات المتحدة.
في عام 2002، اعترف خالد أبو الدهب للمحققين المصريين بأنه قام بتمويل هجوم عام 1995 على السفارة المصرية في باكستان بناءً على أوامر من بن لادن، وأنه قام بتحويل أموال من حساب بنكي في كاليفورنيا إلى باكستان لتمويل الهجوم.

## روابط خارجية
- Susan Sachs and John Kifnera A Nation Challenged: Bin Laden's Lieutenant; Egyptian Raised Terror Funds in U.S. in 1990's, New York Times,  October 23, 2001.
- Lance Williams. Bin Laden's Bay Area recruiter Khalid Abu-al-Dahab signed up American Muslims to be terrorists, San Francisco Chronicle, November 21, 2001.